# Коржавина (деревня)
Коржавина — деревня в Слободо-Туринском районе Свердловской области России, входит в состав муниципального образования «Слободо-Туринское сельское поселение». 

## Географическое положение
Деревня Коржавина расположена в 5 километрах (по дороге в 6 километрах) к северо-западу от села Туринская Слобода, на правом берегу реки Туры. В деревне находится Коржавинское озеро-старица. Рядом с деревней проходит автодорога Туринская Слобода — Туринск.

## Население
| 2002 | 2010 | 2021 |
| ---- | ---- | ---- |
| 135  | ↘106 | ↘83  |